# Tico-tico-raposino
O tico-tico-raposino (Passerella iliaca) é um grande pardal da família Passerellidae. É o único membro do gênero Passerella, embora alguns autores dividam as espécies em quatro.

## Taxonomia

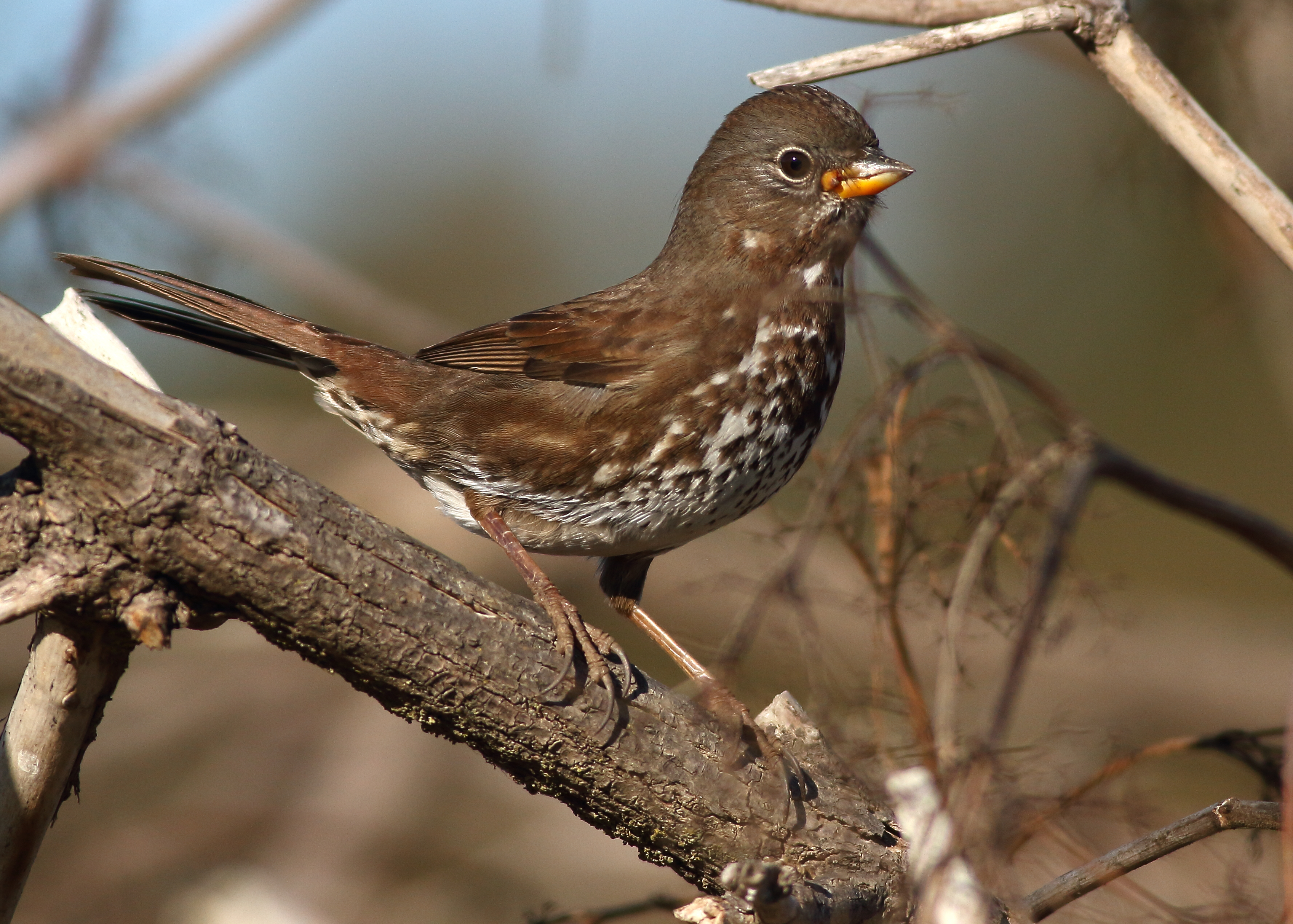
en, Sacramento, Califórnia.

- P. i. iliaca (Merrem, 1786) - esse táxon se reproduz na taiga do Canadá e do Alasca e passa o inverno no centro e no leste da América do Norte. Este é o grupo de cores mais brilhantes.[3]
- P. i. unalaschcensis (Gmelin, JF, 1789) - esse táxon se reproduz ao longo da costa do Pacífico da América do Norte, das Ilhas Aleutas ao sul até o noroeste de Washington, e nos invernos, do sudeste do Alasca ao sul até o norte da Baixa California. É mais marrom e mais escuro do que o P. i. iliaca.[3]
- P. i. schistacea [en] (Baird, SF, 1858) - esse táxon se reproduz no interior do oeste da América do Norte e passa o inverno no sul e no oeste. Tem cabeça e manto cinza, asas marrons, estrias marrons no peito e cauda avermelhada.
- P. i. megarhyncha [en] (Baird, SF, 1858) - este táxon é restrito principalmente à Califórnia e ao Oregon. A coloração desse grupo é semelhante à do P. i. schistacea, mas apresenta um bico particularmente grosso.

## Descrição
Os adultos estão entre os maiores pardais, com muitas manchas e listras na parte inferior. Todos apresentam uma mancha central bagunçada no peito, embora ela seja menos perceptível nas variedades P. i. megarhyncha e P. i. schistacea. A plumagem varia acentuadamente de um grupo para outro.
Medidas:
- Comprimento: 15-19 cm
- Peso: 26-44 g
- Envergadura: 26,7 a 29 cm

## Comportamento
O tico-tico-raposino é uma ave geralmente comum em sua área de distribuição. Ele se alimenta arranhando o chão, o que o torna vulnerável a gatos e outros predadores. A maioria das populações migra para o norte para se reproduzir, no entanto, existem algumas populações estáveis ao longo da costa oeste da América do Norte.

### Dieta
Eles se alimentam principalmente de sementes e insetos, bem como de alguns frutos silvestres. Os indivíduos costeiros também podem comer crustáceos.

### Reprodução
Eles fazem seus ninhos em áreas arborizadas no norte do Canadá e no oeste da América do Norte, do Alasca à Califórnia. Eles fazem seus ninhos em um local abrigado no chão ou em árvores ou arbustos baixos. Um ninho normalmente contém de dois a cinco ovos verde-claros a branco-esverdeados salpicados de marrom-avermelhado.

## Sistemática
A revisão de Zink & Weckstein (2003), que adicionou o citocromo b do mtDNA, as subunidades 2 e 3 da NADH desidrogenase e a sequência de D-loop, confirmou os quatro “grupos de subespécies” do tico-tico-raposino que foram delineados pela comparação inicial limitada de haplótipos do mtDNA (Zink 1994). Eles provavelmente deveriam ser reconhecidos como espécies separadas, mas isso foi adiado para uma análise mais aprofundada da hibridização. Particularmente, as zonas de contato entre o P. i. schistacea e P. i. megarhyncha, que são apenas fracamente distintos morfologicamente, foram de interesse; os outros grupos foram considerados distintos muito antes. Um estudo adicional do genoma nuclear, usando microssatélites, mostrou uma separação semelhante entre os quatro grupos.
Os dados moleculares combinados não são capazes de resolver a inter-relação dos grupos de subespécies e das subespécies nesses grupos, mas ajudam a confirmar a distinção do grupo P. i. megarhyncha. A biogeografia indica que as populações costeiras provavelmente foram isoladas durante uma época de glaciação da cordilheira das Montanhas Rochosas, mas isso também não é muito útil para resolver os problemas restantes da diversidade dentro do grupo e das relações entre os grupos.
Atualmente, as principais autoridades taxonômicas diferem no tratamento do complexo do tico-tico-raposino. A IOC World Bird List/Birds of the World: Recommended English Names [en] e a HBW and BirdLife International Illustrated Checklist of the Birds of the World [en] tratam cada um dos quatro grupos de subespécies como uma espécie separada, enquanto o eBird/The Clements Checklist of Birds of the World e Howard and Moore Complete Checklist of the Birds of the World atualmente tratam o complexo como uma única espécie.

### Livros
- Weckstein, J. D., D. E. Kroodsma, and R. C. Faucett. (2002). Fox Sparrow (Passerella iliaca). The Birds of North America Online (A. Poole, Ed.). Ithaca: Cornell Laboratory of Ornithology; Consultado em The Birds of North American Online database

### Teses
- Blacquiere JR. M.Sc. (1980). Some aspects of the breeding biology and vocalizations of the fox sparrow, Passerella iliaca, Merrem, in Newfoundland. Memorial University of Newfoundland (Canada), Canada.
- Kessen AE. Ph.D. (2004). Population structure in the fox sparrow: An investigation using microsatellites. University of Minnesota, United States—Minnesota.
- Martin DJ. Ph.D. (1976). STRUCTURE OF SONGS AND ORGANIZATION OF SINGING IN FOX SPARROWS BREEDING IN NORTHERN UTAH AND SOUTHERN IDAHO. Utah State University, United States—Utah.
- Zink RM. Ph.D. (1983). PATTERNS AND EVOLUTIONARY SIGNIFICANCE OF GEOGRAPHIC VARIATION IN THE SCHISTACEA GROUP OF THE FOX SPARROW (PASSERELLA ILIACA) (OREGON, NEVADA, CALIFORNIA). University of California, Berkeley, United States—California.

### Artigos
- Anon (1968). «Fox Sparrow Very Rare Summer Resident 10-11-65 Swamp Sparrow Rare Winter Visitor 9-11-67 10-29-67 Lykins Gulch Colorado USA». Colorado Field Ornithologist. 4: 13–14
- Banks, RC (1970). «The Fox Sparrow on the West Slope of the Oregon Cascades». Condor. 72 (3): 369–370. JSTOR 1366023. doi:10.2307/1366023
- Bell, CP (1997). «Leap-frog migration in the fox sparrow:: Minimizing the cost of spring migration». Condor. 99 (2): 470–477. JSTOR 1369953. doi:10.2307/1369953
- Blankson ENT & McKernan RL. (1995). Evolutionary and ecological considerations of seven subspecies of the fox sparrow (Passerella iliaca) wintering in California. Strauss, M. vol S, p. Unity in Diversity.
- Burns, KJ (1993). «Geographic variation in ontogeny of the fox sparrow». Condor. 95 (3): 652–661. JSTOR 1369608. doi:10.2307/1369608
- Burns, KJ; Hackett, SJ (1993). «Nest and nest-site characteristics of a western population of fox sparrow (Passerella iliaca)». Southwestern Naturalist. 38 (3): 277–279. JSTOR 3671433. doi:10.2307/3671433
- Burns, KJ; Zink, RM (1990). «Temporal and Geographic Homogeneity of Gene Frequencies in the Fox Sparrow Passerella-Iliaca». Auk. 107 (2): 421–425. JSTOR 4087632. doi:10.2307/4087632
- Christie, DS (1968). «Summer Occurrence of the Fox Sparrow in New-Brunswick Canada Passerella-Iliaca». Canadian Field-Naturalist. 82 (1). doi:10.5962/p.342843
- Hubert, P; Smith, A (1974). «Possible Fox Sparrow Nesting in Minnesota». Loon. 46 (1)
- Jewer, OD; Threlfall, W (1978). «Parasites of the Fox Sparrow Passerella-Iliaca and Northern Waterthrush Seiurus-Noveboracensis in Newfoundland Canada». Proceedings of the Helminthological Society of Washington. 45 (2): 270–272
- Johnson, JW; Johnson, L (1972). «Fox Sparrow Observations in the Huron Area». South Dakota Bird Notes. 24: 4
- Martin, DJ (1977). «Songs of the Fox Sparrow Part 1 Structure of Song and Its Comparison with Song in Other Emberizidae». Condor. 79 (2): 209–221. JSTOR 1367164. doi:10.2307/1367164
- Martin, DJ (1979). «Songs of the Fox Sparrow Passerella-Iliaca 2. Intra Population and Inter Population Variation». Condor. 81 (2): 173–184. JSTOR 1367286. doi:10.2307/1367286
- Martin, DJ (1980). «Response by Male Fox Sparrows Passerella-Iliaca to Broadcast of Particular Con Specific Songs». Wilson Bulletin. 92 (1): 21–32
- Martin, DJ (1990). «Songs of the Fox Sparrow 3. Ordering of song». Wilson Bulletin. 102 (4): 655–671
- Martin, DJ; Naugler, CT; Smith, PC (1993). «Song similarity in populations of fox sparrows: A rejection of Naugler's and Smith's conclusions—Comment/reply». The Condor. 95 (4): 1057. JSTOR 1369448. doi:10.2307/1369448
- Naugler, CT; Smith, PC (1991). «Song Similarity in an Isolated Population of Fox Sparrows Passerella-Iliaca». Condor. 93 (4): 1001–1003. JSTOR 3247734. doi:10.2307/3247734
- Peyton, LJ (1971). «Geographical Variation of Fox Sparrow Songs in Alaska». Proceedings of the Alaska Science Conference. 22 (39)
- Robert, MZ; Jason, DW (2003). «Recent evolutionary history of the Fox Sparrows (Genus: Passerella)». The Auk. 120 (2): 522. doi:10.1642/0004-8038(2003)120[0522:REHOTF]2.0.CO;2
- Ryan, AG (1974). «An Incubation Period and a Nestling Period for the Fox Sparrow». Canadian Field-Naturalist. 88 (2): 230–231. doi:10.5962/p.344381
- Schmid, U (1979). «2 Rare Guest Birds on North Sea Island of Scharhoern West Germany Fox Sparrow Passerella-Iliaca and Scarlet Grosbeak Carpodacus-Erythrinus». Vogelkundliche Berichte aus Niedersachsen. 11 (2): 45–46
- Threlfall, W; Blacquiere, JR (1982). «Breeding Biology of the Fox Sparrow Passerella-Iliaca in Newfoundland Canada». Journal of Field Ornithology. 53 (3): 235–239
- Webster, JD (1975). «The Fox Sparrow in Southwestern Yukon and Adjacent Areas». Condor. 77 (2): 215–216. JSTOR 1365798. doi:10.2307/1365798
- Webster, JD (1983). «Passerella-Iliaca-Chilcatensis New-Subspecies a Fox Sparrow from Alaska USA». Proceedings of the Biological Society of Washington. 96 (4): 664–668
- Zink, RM (1983). «Evolutionary and Systematic Significance of Temporal Variation in the Fox Sparrow Passerella-Iliaca». Systematic Zoology. 32 (3): 223–238. JSTOR 2413443. doi:10.2307/2413443
- Zink, RM (2008). «Microsatellite and Mitochondrial DNA Differentiation in the Fox Sparrow». The Condor. 110 (3): 482–492. doi:10.1525/cond.2008.8496